# Morgan Maunoir
Morgan Maunoir, né le 7 janvier 1993 à Orléans, est un rameur français.

## Palmarès

### Championnats du monde

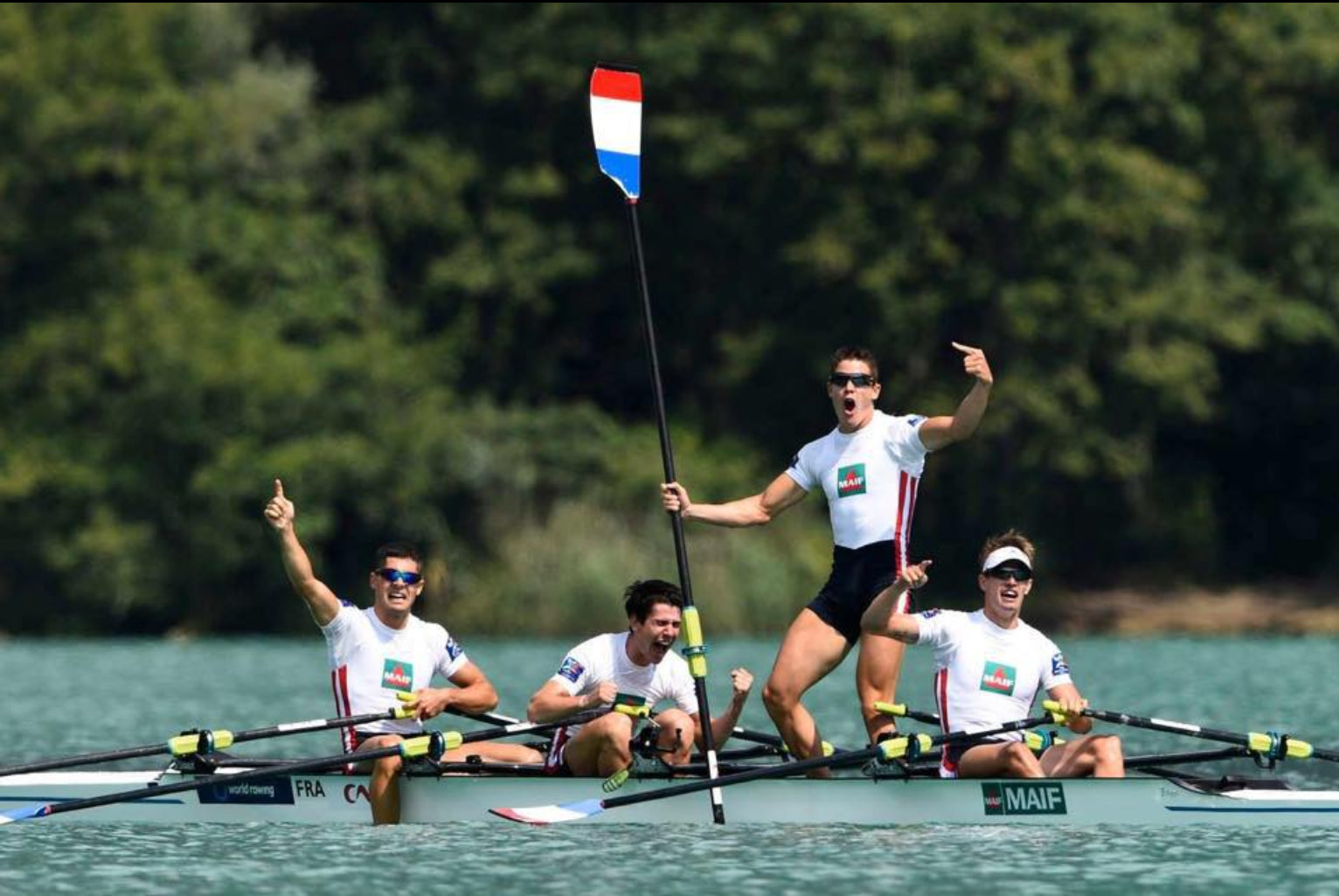
Victoire de l'équipe Quatre de couple Demontfaucon-Piqueras-Houin-Maunoir

| Discipline           | Chungju 2013 Corée du Sud | Amsterdam 2014 Pays-Bas | Aiguebelette 2015 France | Rotterdam 2016 Pays-Bas |
| -------------------- | ------------------------- | ----------------------- | ------------------------ | ----------------------- |
| Quatre de couple, pl |                           |                         | Or                       | Argent                  |

### Championnats d'Europe
| Discipline           | Séville 2013 Espagne | Belgrade 2014 Serbie | Poznań 2015 Pologne |
| -------------------- | -------------------- | -------------------- | ------------------- |
| Quatre de couple, pl |                      |                      |                     |